# Sonic Youth
Sonic Youth byla alternative rocková hudební skupina založená v roce 1981 v New Yorku. Skupinu zformoval kytarista a zpěvák Thurston Moore, basistka a zpěvačka Kim Gordon a doprovodný kytarista Lee Ranaldo. Od roku 1985 v kapele bubnoval Steve Shelley, v různých dobách se Sonic Youth vystupoval kytarista Mark Ibold.
Kapela vznikla v prostředí newyorské nezávislé umělecké scény osmdesátých let. Celé módní vlně se začalo říkat No Wave („žádná vlna“). Tvořila jakousi opozici k popovému proudu new wave („nová vlna“), avšak vlna no wave ani Sonic Youth nikdy nebyli součástí většinového proudu populární hudby. Jejich vliv je však patrný na mnoha hudebních směrech, např. grunge.
Mezi nejznámější alba skupiny patří Goo, vydané v roce 1990, dále např. debutové album Confusion Is Sex, Dirty či Sonic Nurse. Z písní vyniká „Sugar Kane“ či „Teen Age Riot", kterou také zahájili pražský koncert v srpnu 2007. Sonic Youth se vyznačují velmi specifickým zvukem a písněmi. Mnohdy využívají prvky improvizace a spojování jednotlivých písní či jejich částí do většího celku, případně naopak, kdy je píseň rozdělena disharmonickým hlukem jakoby do dvou částí, typickou ukázku poskytne skladba On the strip z alba Dirty v čase 2:45 až 4:16, při celkové délce 5:44. Dalším důkazem jejich neskonalé tvůrčí invence je takřka instrumentální Pink steam z alba Rather Ripped, kde se zpěv objeví až v poslední čtvrtině osmiminutové skladby.

## Historie
Kapela se zformovala na přelomu sedmdesátých a osmdesátých let 20. století v New Yorku, svůj první koncert podnikla roku 1981. První album Confusion Is Sex vydala pod vydavatelstvím Neutral Records v roce 1983; od té doby skupina vydala již několik desítek nahrávek a vystřídala několik nahrávacích společností, přičemž nejdéle setrvala u vydavatelství Geffen Records.

### Vznik (1977–1981)
Vznik kapely sahá do doby, kdy se kytarista Thurston Moore na počátku roku 1977 přestěhoval do New Yorku. Zajímal se o punk a po příjezdu do města založil kytarový kvartet Coachmen. Lee Ranaldo byl v té době studentem na Binghamtonské univerzitě a členem hudebního souboru okolo hudebníka Glenna Brancy. Stal se fanouškem Moorova kvarteta a brzy na to navázal s Moorem přátelství. Po rozpadu skupiny Coachmen začal Moore jamovat se Stanton Mirandovou, která hrála v kapele CKM společně s muzikantkou Kim Gordon.
Thurston Moore a Kim Gordon spolu poté založili kapelu, která vystupovala jako Male Bonding či Red Milk než se na konci sedmdesátých let název ustálil na Arcadians. Jejich první koncert se odehrál na Noise festivalu v červnu 1981, kde vystupoval i Branca se svým doprovodem včetně Ranalda. Jejich vystoupení Moora natolik zaujalo, že se Ranalda přímo zeptal, zda by se nechtěl připojit k Arcadians, a Ranaldo souhlasil. Z počátku se členové střídali u bicí soupravy, pak našli svého prvního bubeníka Richarda Edsona. Moore skupinu brzy přejmenoval na Sonic Youth. Sonic byla původně přezdívka, kterou používal Fred „Sonic“ Smith, člen kapely MC5. Youth je pak narážkou na časté přidávání tohoto slova ke jménu reggae muzikantů (např. Big Youth).

### Počátky (1982–1985)
V prosinci roku 1981 členové Sonic Youth nahráli v newyorském Radio City Music Hall pět skladeb, jež byly pak vydány na EP pod názvem Sonic Youth. Nedlouho po nahrání tohoto alba opustil bubeník Edson skupinu a zahájil hereckou kariéru, jeho místo obsadil Bob Bert.

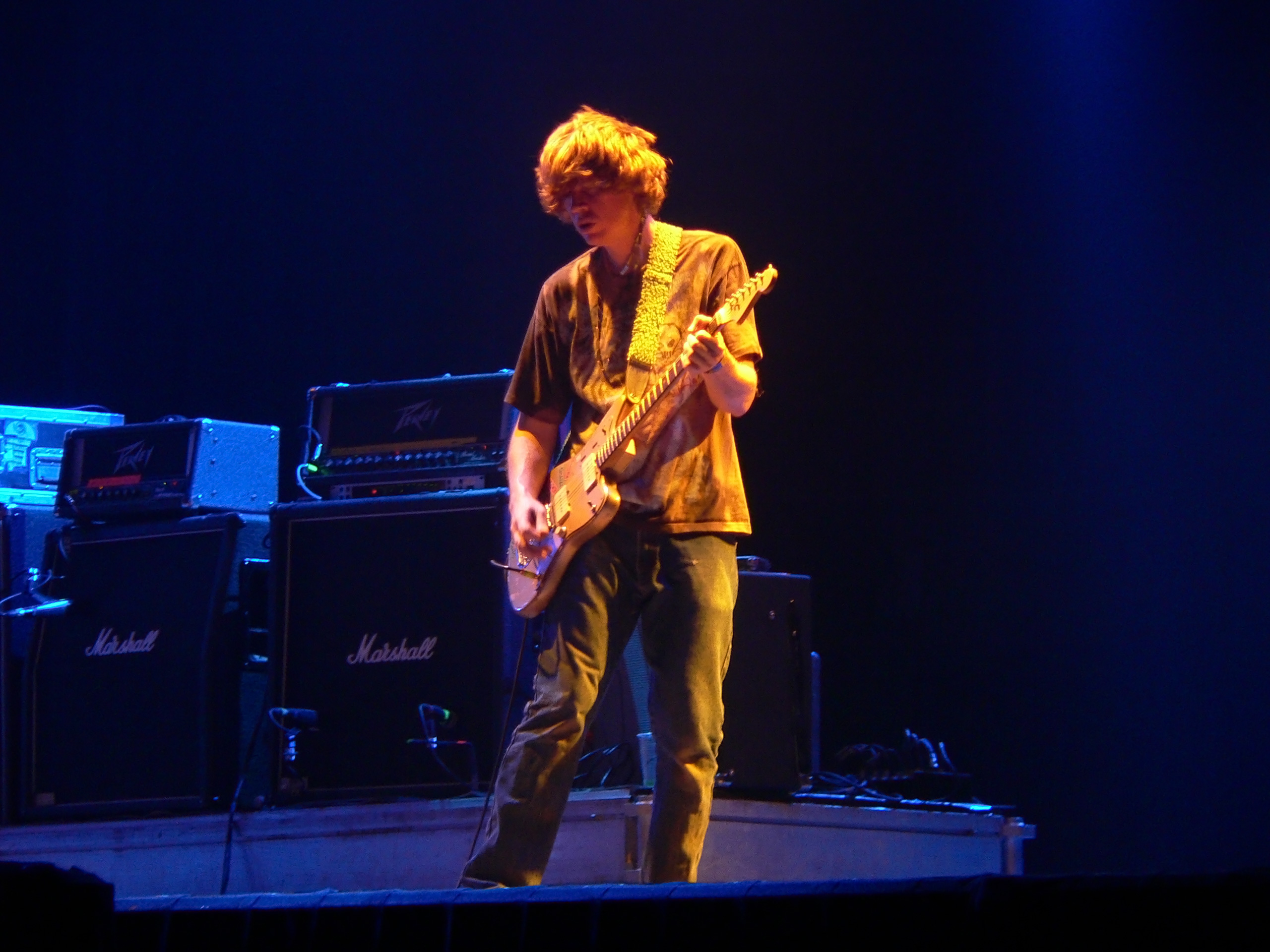
Thurston Moore, jeden ze zakladatelů a tvůrčí osobnost Sonic Youth

Členové Sonic Youth během prvních dnů strávených na newyorské hudební scéně navázali přátelství se členy skupiny Swans. Brzy na to vyrazili na své vůbec první, dvoutýdenní turné, které začalo v listopadu 1982 na jihovýchodě Spojených států. Na další turné se Sonic Youth vydali se Swans následující měsíc, tentokrát po středozápadu USA. Moore začal kritizovat bubnování Boba Berta, a ten byl nucen kapelu opustit. Zastoupil ho Jim Sclavunos, který roku 1983 nahrál s kapelou první studiové album Confusion Is Sex. V létě roku 1983 Sonic Youth podnikli krátké turné po Evropě, během něhož Sclavunos kapelu opustil. Sonic Youth požádali Berta, aby se znovu vrátil ke skupině, a ten přijal za podmínky, že nebude z kapely opět vyhozen, jakmile turné skončí.
Během následujícího evropského koncertování roku 1984 skupina hrála mimo jiné v Londýně, kde přestalo fungovat technické vybavení kapely a Moore ze vzteku rozbil svou kytaru. Tato událost však měla za následek bouřlivé recenze v časopisech Sounds a NME, a jakmile se Sonic Youth vrátili do New Yorku, byli natolik populární, že hráli prakticky každý víkend. Ještě roku 1984 se Gordon a Moore vzali a kapela s producentem Martinem Bisim vydala album Bad Moon Rising, které přilákalo značnou pozornost undergroundového tisku. K albu vyšel i singl „Death Valley '69“, na kterém se podílela americká básnířka a muzikantka Lydia Lunch. Skladba „Death Valley '69“ byla inspirována zločincem Charlesem Mansonem a patří k nejznámějším skladbám Sonic Youth. Ve Spojeném království se za půl roku prodalo pět tisíc kusů alba. Bert se však vyjádřil, že ho již nudí neustálé hraní Bad Moon Rising a opustil kapelu. Na jeho místo nastoupil Steve Shelley, zakládající člen skupiny Crucifucks. Členové Sonic Youth byli Shelleyovým bubnováním natolik uneseni, že ho přijali bez zkoušky. Shelley i Bert si později spolu zahráli ve videoklipu k „Death Valley '69“.

### SST a Enigma (1986–1989)

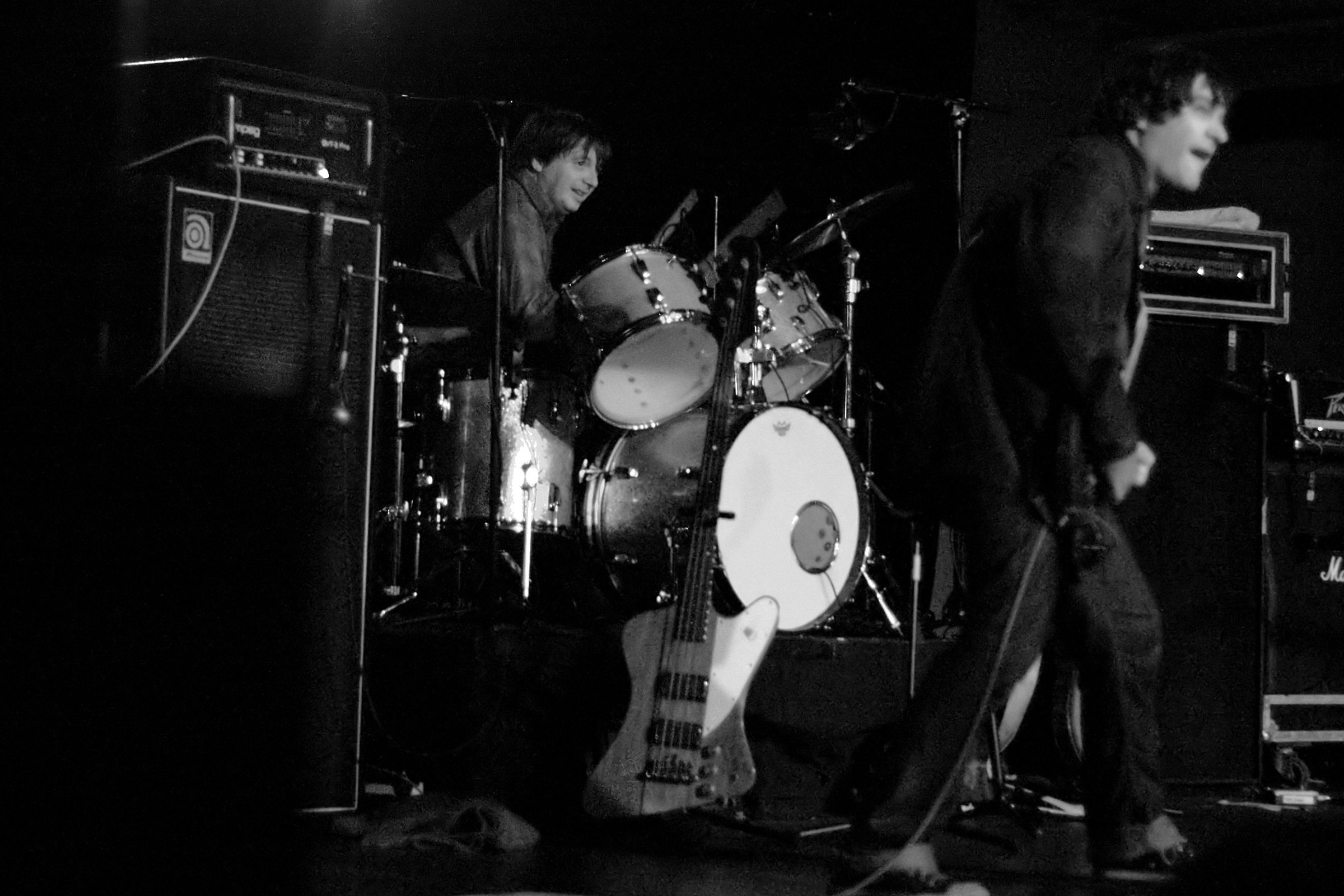
Steve Shelley, bubeník Sonic Youth

Jelikož album Bad Moon Rising zaznamenalo poměrně silný ohlas, začala se o kapelu zajímat i některá větší vydavatelství. Sonic Youth zanedlouho podepsali smlouvu s vydavatelstvím SST Records a začali pod ním nahrávat své nové album EVOL. Za producenta si už po několikáté vybrali Martina Bisiho. Díky smlouvě s novým vydavatelstvím se Sonic Youth rázem ocitli v hlavním proudu newyorské hudební scény, což se ještě žádné kapele z prostředí no wave nepodařilo. V roce 1987 vyšlo další album Sonic Youth s názvem Sister. Brzy se ho prodalo 60 000 kusů a vyšlo na něj poměrně velké množství pozitivních recenzí. Navzdory tomu začali být členové kapely nespokojení se SST Records, zejména co se týče finančního zajištění. Kapela se proto rozhodla následující LP Daydream Nation vydat pod hudebním vydavatelstvím Enigma Records. Album bylo přijato pozitivně, avšak kvůli problémům s distribucí bylo často velmi těžké ho sehnat, a členové Sonic Youth proto začali opět hledat jiné vydavatelství.

### Geffen (1990–1999)

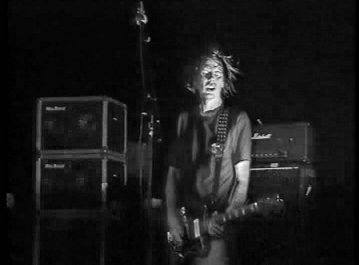
Živák v Nizozemsku, 1991

Skupina brzy našla zázemí u vydavatelství Geffen Records. Pod ním vydala v roce 1990 své album Goo. V roce 1991 následovalo turné s Nirvanou, které je zachyceno ve filmu 1991: The Year Punk Broke. O rok později vydavatelství Geffen vydalo další album Sonic Youth Dirty. K albu vyšel singl „100%“, ke kterému režisér Spike Jonze natočil videoklip. V roce 1994 se Kim Gordon a Thurstonu Mooreovi narodila dcera Coco Hayley Gordon Moore, jejíž hlas několikrát zazněl v nahrávkách nejen Sonic Youth. Téhož roku kapela vydala album Experimental Jet Set, Trash and No Star, jehož některé písně nebyly nikdy hrány živě, jelikož kvůli těhotenství Kim Gordon kapela nepodnikla jinak obvyklé turné na podporu alba.
Již od počátku fungování kapely Kim Gordon občas odložila basu a chopila se kytary. V době, kdy Sonic Youth vydávali album Washing Machine, začala hrát na kytaru pravidelně. Proto kapela začala hledat dalšího, pátého hráče. Členové kapely v tomto období začali pracovat i na svých vlastních projektech. Gordon začala spolupracovat s Free Kitten, zatímco Moore a Ranaldo začali hrát s muzikanty jako William Hooker, Nels Cline, Tom Surgal, Don Dietrich, Christian Marclay nebo Mission of Burma. Steve Shelley založil vlastní vydavatelství Smells Like Records.

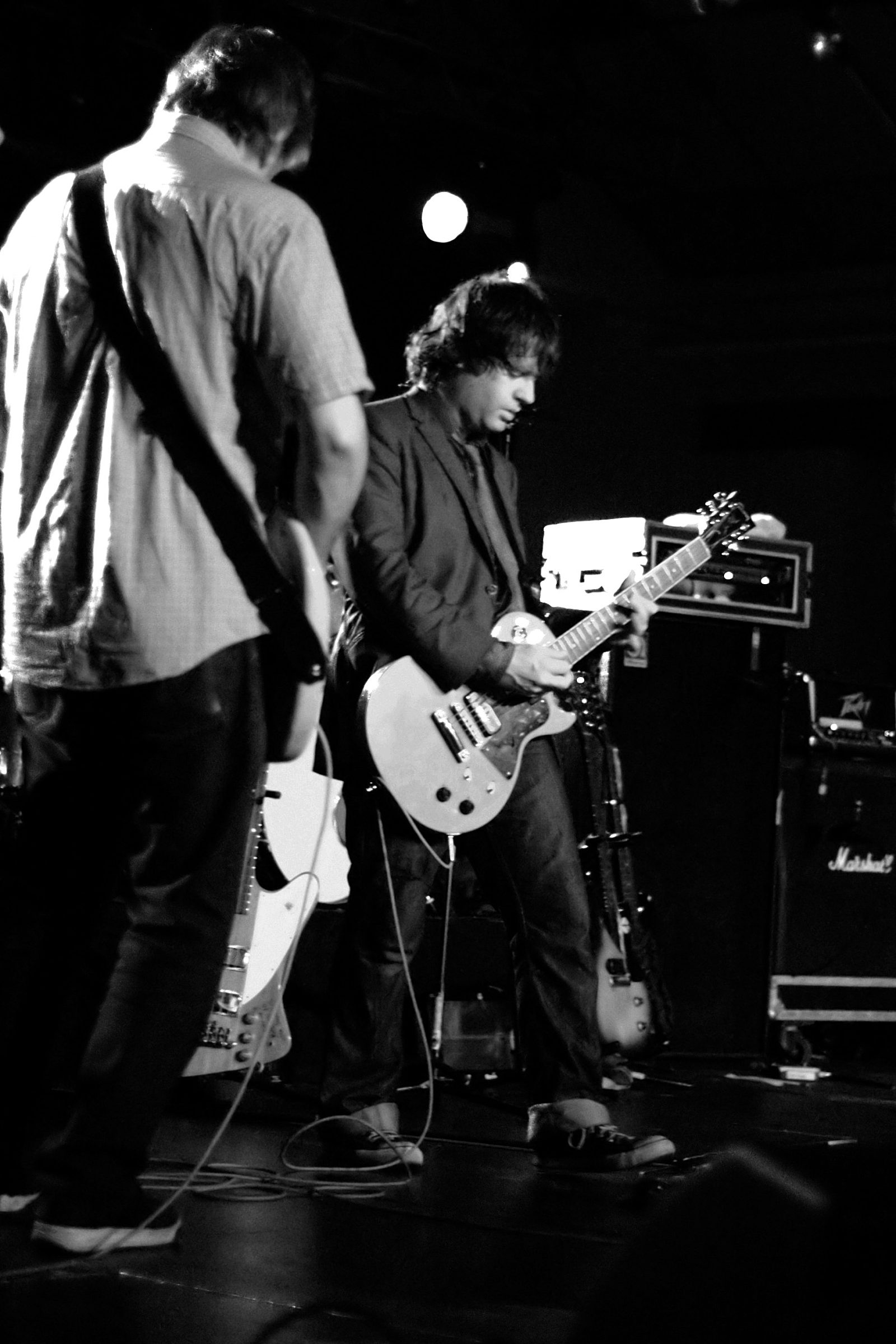
Jim O'Rourke se stal členem kapel mezi lety 2000–2005

Roku 1998 kapela vydala další album A Thousand Leaves. Na přelomu století skupina začala dále experimentovat se zvukem a nahrávala nové, vesměs instrumentální písně ve svém nově založeném vydavatelství Sonic Youth Recordings v New Jersey. Sonic Youth začali vydávat řadu alb v různých jazykových verzích pod názvy SYR1, SYR2, SYR3, SYR5 a SYR6. SYR4 s podtitulem Goodbye, 20th Century (Sbohem, 20. století) bylo od ostatních alb odlišné. Na albu se vyskytují skladby od umělců jako John Cage, Yoko Ono, Steve Reich a Christian Wolff, avšak v podání Sonic Youth a pozvaných muzikantů, mezi které paří Christian Marclay, William Winant a Wharton Tiers.

### Poslední období (2000–2011)
V roce 2000 se členem kapely v roli multiinstrumentalisty stal Jim O'Rourke. Podílel se již na albu SYR3 a byl členem Sonic Youth do roku 2005. V roce 2002 skupina vydala další album s názvem Murray Street a o dva roky později Sonic Nurse. V červnu 2006 následovalo vydání alba Rather Ripped, které bylo nahráno v Evropě a proti předchozím albům obsahuje melodičtější písně. Sonic Youth tehdy na webových stránkách oznámili, že na příštím turné s nimi bude hrát Mark Ibold, bývalý člen skupiny Pavement. V prosinci téhož roku časopis Rolling Stone označil album Rather Ripped třetím nejlepším albem roku. Ještě na konci roku 2006 vyšlo kompilační album s názvem The Destroyed Room: B-sides and Rarities, které zahrnuje převážně skladby dosud přístupné pouze na vinylových deskách, dále B-strany singlů a materiál, který dosud nebyl vydán. V srpnu roku 2007 Sonic Youth navštívili v rámci svého evropského turné po jedenácti letech i Česko a koncertovali v pražském divadle Archa.
V srpnu 2008 Thurston Moore prohlásil, že Sonic Youth budou v listopadu 2008 nahrávat nové album, které mělo vyjít na jaře 2009. Zatím poslední album s názvem The Eternal však oficiálně vyšlo až 9. června. Kapela zároveň opustila vydavatelství Geffen, nové album vyšlo u Matador Records. 13. října 2011 Thurston Moore a Kim Gordon oznámili, že se rozcházejí, čímž byla prozatím činnost kapely ukončena.

## Vlivy
Počáteční tvorba Sonic Youth byla přímo ovlivněna kapelami jako The Stooges, MC5, Velvet Underground či zpěvačkou Patti Smithovou. Stopy na nich zanechalo i prostředí New Yorku a tamní no wave scény. Jejich hudba však pramení i z jiných hudebních stylů, např. hardcore punku a post-punku. Sonic Youth sami ovlivnili velkou řadu kapel i celých módních proudů. Hlásí se k nim například Eddie Vedder z Pearl Jam či Trent Reznor ze skupiny Nine Inch Nails. Kim Gordon je často považována za sexuální symbol americké nezávislé hudby.
Sonic Youth hrají velmi specifickou hudbu a nelze je jednoduše zařadit k některému hudebnímu žánru. V počátečním období byli zařazováni do scény post punku, protože experimentovali se zvukem a v jejich hudbě vynikal především syrový zvuk kytar. Zhruba od devadesátých let se však jejich styl hraní změnil a změkčil. Jejich písně se staly melodičtějšími a přijatelnějšími pro širší publikum. Moore o tom řekl: „Teď chci nahrát něco jako dokonalé popové album“.

## Členové skupiny

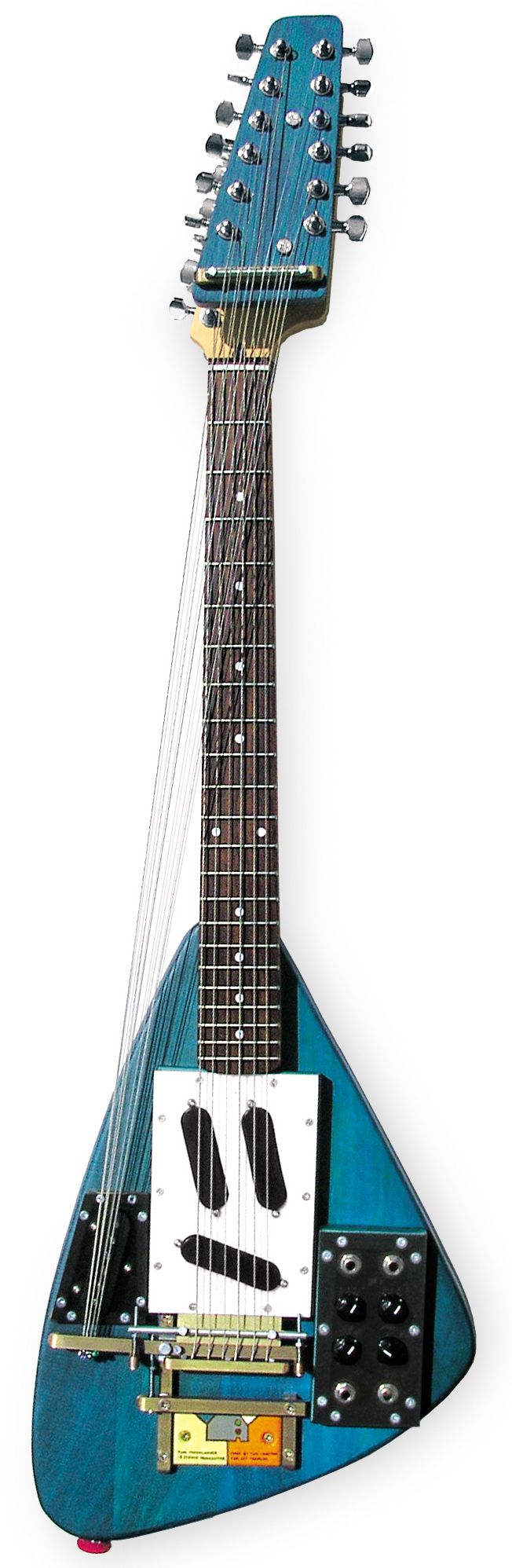
Kytara Moonlander, se kterou hraje Lee Ranaldo

- Kim Gordon – kytara, basová kytara, zpěv
- Thurston Moore – kytara, zpěv
- Lee Ranaldo – kytara, zpěv
- Steve Shelley – bicí nástroje

### Bývalí členové
- Richard Edson – bicí nástroje (počátek osmdesátých let)
- Bob Bert – bicí nástroje (počátek osmdesátých let)
- Jim Sclavunos – bicí nástroje (počátek osmdesátých let)
- Jim O'Rourke – kytara a další nástroje (2000–2005)

## Diskografie

### Studiová alba
- Confusion Is Sex (1983)
- Bad Moon Rising (1985)
- EVOL (1986)
- Sister (1987)
- Daydream Nation (1988)
- Goo (1990)
- Dirty (1992)
- Experimental Jet Set, Trash and No Star (1994)
- Washing Machine (1995)
- A Thousand Leaves (1998)
- SYR4: Goodbye 20th Century (1999)
- NYC Ghosts & Flowers (2000)
- Murray Street (2002)
- Sonic Nurse (2004)
- Rather Ripped (2006)
- The Eternal (2009)